# Pablo Salazar Mendiguchía
Pablo Salazar Mendiguchía (Soyaló, Chiapas, 9 de agosto de 1954). É um político e advogado mexicano, filho de professores rurais, ingressou com 17 anos na Universidade Autônoma de Puebla (BUAP) e obteve o título de advogado, notário e atuário. Em 1978 voltou a Chiapas. Tornou-se membro da religião evangélica da Igreja do Nazareno como membro laico. Aos 28 anos de idade, em 1982, casou-se com Martha López Camacho, com quem atualmente tem três filhos. Durante vinte anos tem exercido como docente nos níveis médios e superiores, além do livre exercício de sua profissão.
Em 1978 foi nomeado Procurador-Geral de Justiça, onde ele liderou o programa para libertar prisioneiros indígenas. Em 1983, atuou como diretor jurídico do Ministério da Educação e Cultura do Estado de Chiapas e estabeleceu o regime a aplicar exames em oposição à distribuição de vagas para professores normais. Em 1993 foi nomeado membro da Comissão Executiva do Instituto Federal Eleitoral (IFE), que demitiu, porque não concordou com a nomeação de eleitoral conhecido defaufradores.
Foi senador da República pelo PRI 1994 ano 2000. Ele aderiu à Comissão Concórdia de Pacificação (COCOPA). Participou na redacção da lei ou para o diálogo, reconciliação e paz em Chiapas. Também interveio na formulação da iniciativa em matéria de Direitos e da cultura indígena, decorrentes dois Acordos feito em San Andres Larrainzar, ou entre governo federal e do Exército Zapatista Libertação Nacional, EZLN.
Em 2000, sua candidatura foi apoiada por uma aliança que não foi repetida em qualquer outro lugar do país para aproximar as organizações sociais e oito partidos políticos de diferentes ideologias: Partido da Ação Nacional, Partido da Revolução Democrática, Partido Trabalhista, Partido Ecologista Verde do México, Convergência para a Democracia, Partido da Sociedade Nacionalista, Partido do Centro Democrático, Partido Social Aliança.
Para ter sucesso nas eleições de 20 de agosto, tomou posse como governador de 8 de dezembro de 2000.